# 中音
中音（ちゅうおん 英: Mediant）または上中音（じょうちゅうおん）は、全音階の第ⅲ度音を指す。ハ長調ではミ、イ短調ではドの音である。